# Liste der Baudenkmäler in Altenbuch
Auf dieser Seite sind die Baudenkmäler in der unterfränkischen Gemeinde Altenbuch zusammengestellt. Diese Tabelle ist eine Teilliste der Liste der Baudenkmäler in Bayern. Grundlage ist die Bayerische Denkmalliste, die auf Basis des Bayerischen Denkmalschutzgesetzes vom 1. Oktober 1973 erstmals erstellt wurde und seither durch das Bayerische Landesamt für Denkmalpflege geführt wird. Die folgenden Angaben ersetzen nicht die rechtsverbindliche Auskunft der Denkmalschutzbehörde.
 Diese Liste gibt den Fortschreibungsstand vom 15. April 2020 wieder und enthält fünf Baudenkmäler.
In dieser Kartenansicht sind Baudenkmäler ohne Koordinaten mit einem roten bzw. orangen Marker dargestellt und können in der Karte gesetzt werden. Baudenkmäler ohne Bild sind mit einem blauen bzw. roten Marker gekennzeichnet, Baudenkmäler mit Bild mit einem grünen bzw. orangen Marker.

## Baudenkmäler in Altenbuch
| Lage                          | Objekt                                                                           | Beschreibung | Akten-Nr.             | Bild                                                            |
| ----------------------------- | -------------------------------------------------------------------------------- | --- | --------------------- | --------------------------------------------------------------- |
| Dietrichsrain (Standort)      | Gedenkkreuz für den erschossenen Wilderer Johann Adam Hasenstab                  | Sandstein, bezeichnet mit „1773“. | D-6-76-111-5 Wikidata | Gedenkkreuz für den erschossenen Wilderer Johann Adam Hasenstab |
| Hauptstraße 171 (Standort)    | Ehemaliges Klostergut der Kartause Grünau in Form einer offenen Dreiflügelanlage | Wohn- und Verwalterhaus, zweigeschossiger Mansardwalmdachbau mit hohem Kellergeschoss und Freitreppe, mit Ortquaderung und geohrten Fensterrahmen, über dem Portal Figurennische, Mitte 18. Jahrhundert; zwei symmetrisch einen Hof bildende Ökonomiebauten, Bruchstein mit Krüppelwalmdächern, Mitte 18. Jahrhundert. | D-6-76-111-1 Wikidata | BW                                                              |
| Kirchstraße 6 (Standort)      | Wohnhaus                                                                         | Zweigeschossiges Fachwerkhaus mit Satteldach über hohem Kellersockel mit Freitreppe in Ecklage, gebaut 1770:18./19. Jahrhundert. | D-6-76-111-2 Wikidata | weitere Bilder                                                  |
| Nähe Hauptstraße (Standort)   | Wegkapelle                                                                       | Kleiner Satteldachbau mit Rundbogennische, Mauerwerk verputzt, zweite Hälfte 19. Jahrhundert. | D-6-76-111-4 Wikidata | weitere Bilder                                                  |
| Nähe Kirchstraße (Standort)   | Katholische Pfarrkirche St. Wolfgang                                             | Einschiffiger Bau auf kreuzförmigem Grundriss mit polygonalem Chor, Satteldächer mit Volutengiebeln, über der Westfassade verschieferter Giebelreiter mit Zwiebelhaube, Hausteingliederungen, spätbarock, bezeichnet mit „1770“, neobarocke Erweiterung 1897; mit Ausstattung.                                         | D-6-76-111-3 Wikidata | weitere Bilder                                                  |
| Wiesenrainleinsgut (Standort) | Jagdhaus                                                                         | eingeschossiger Satteldachbau mit hohem Kniestock und Veranda, 1936; Schuppen, verschalter Holzständerbau, gleichzeitig | D-6-76-111-9          | BW                                                              |